# 1000-km-Rennen auf dem Nürburgring 1963

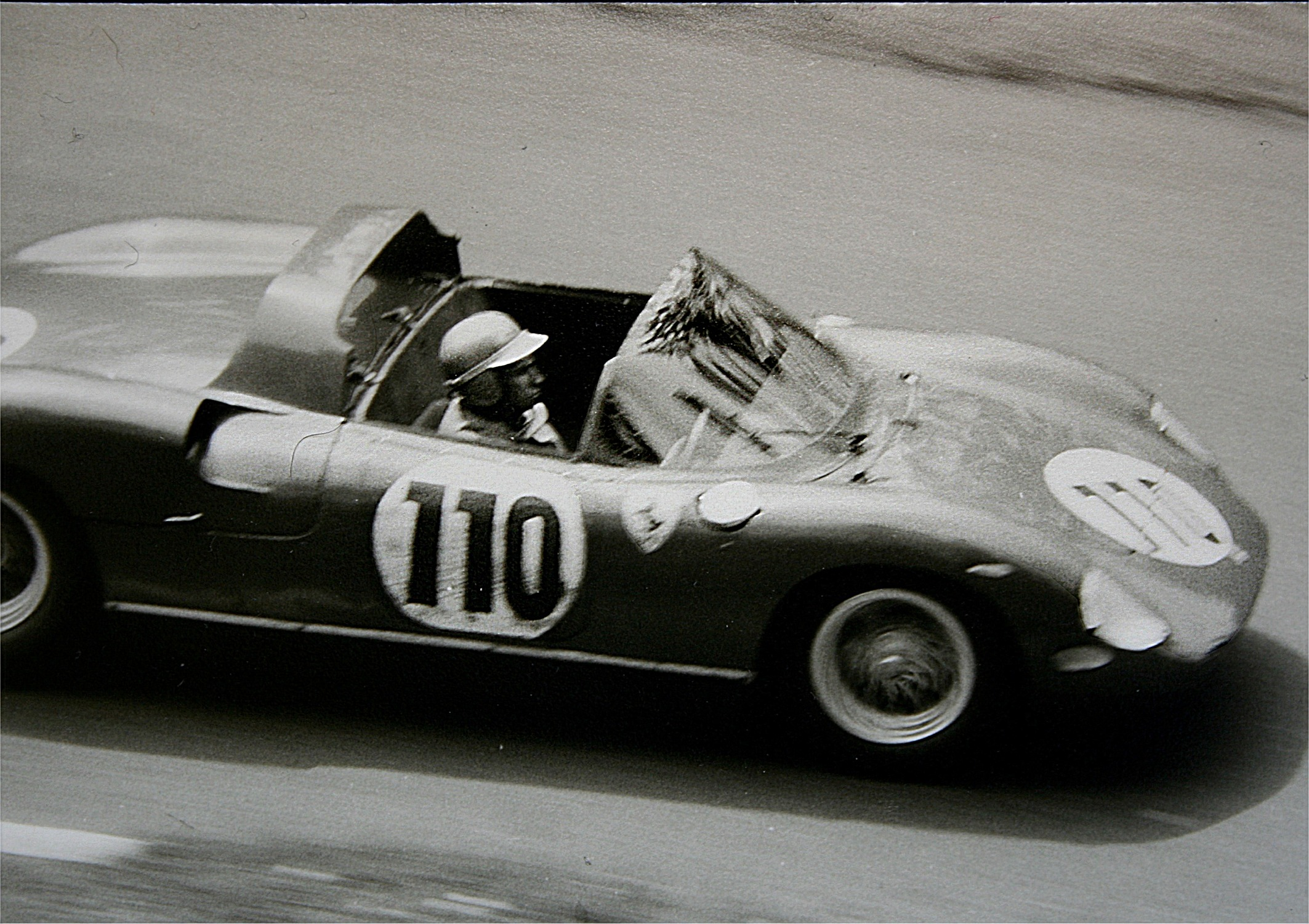
Willy Mairesse im Ferrari 250P bei seiner Siegesfahrt im Streckenabschnitt Hatzenbach

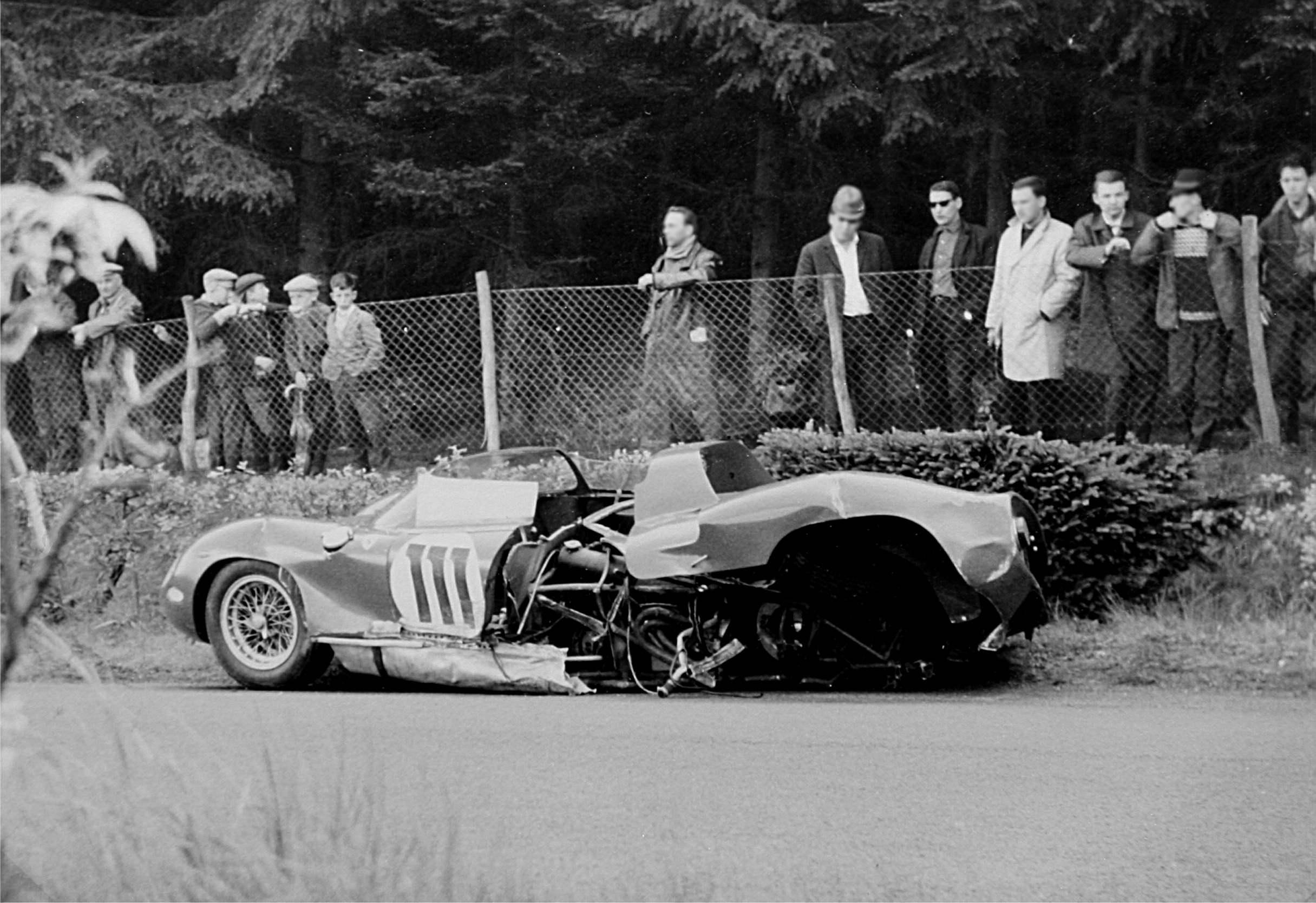
Das Wrack des Ferrari 250P von Mike Parkes steht nach dessen Unfall ausgangs der Arembergkurve

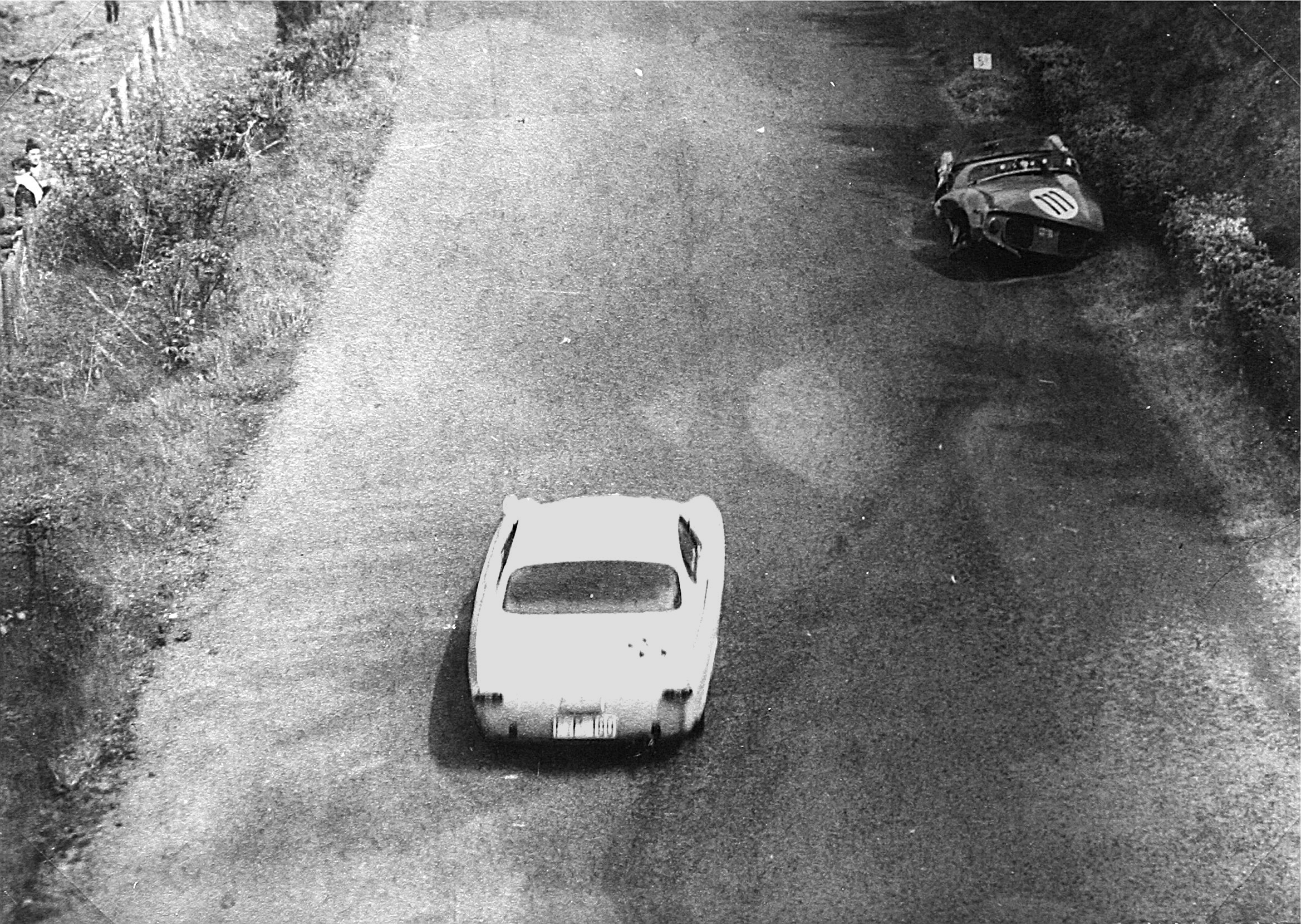
Das Wrack des Parkes-Ferrari am rechten Straßenrand; am Boden sieht man deutlich Brems- und Schleifspuren

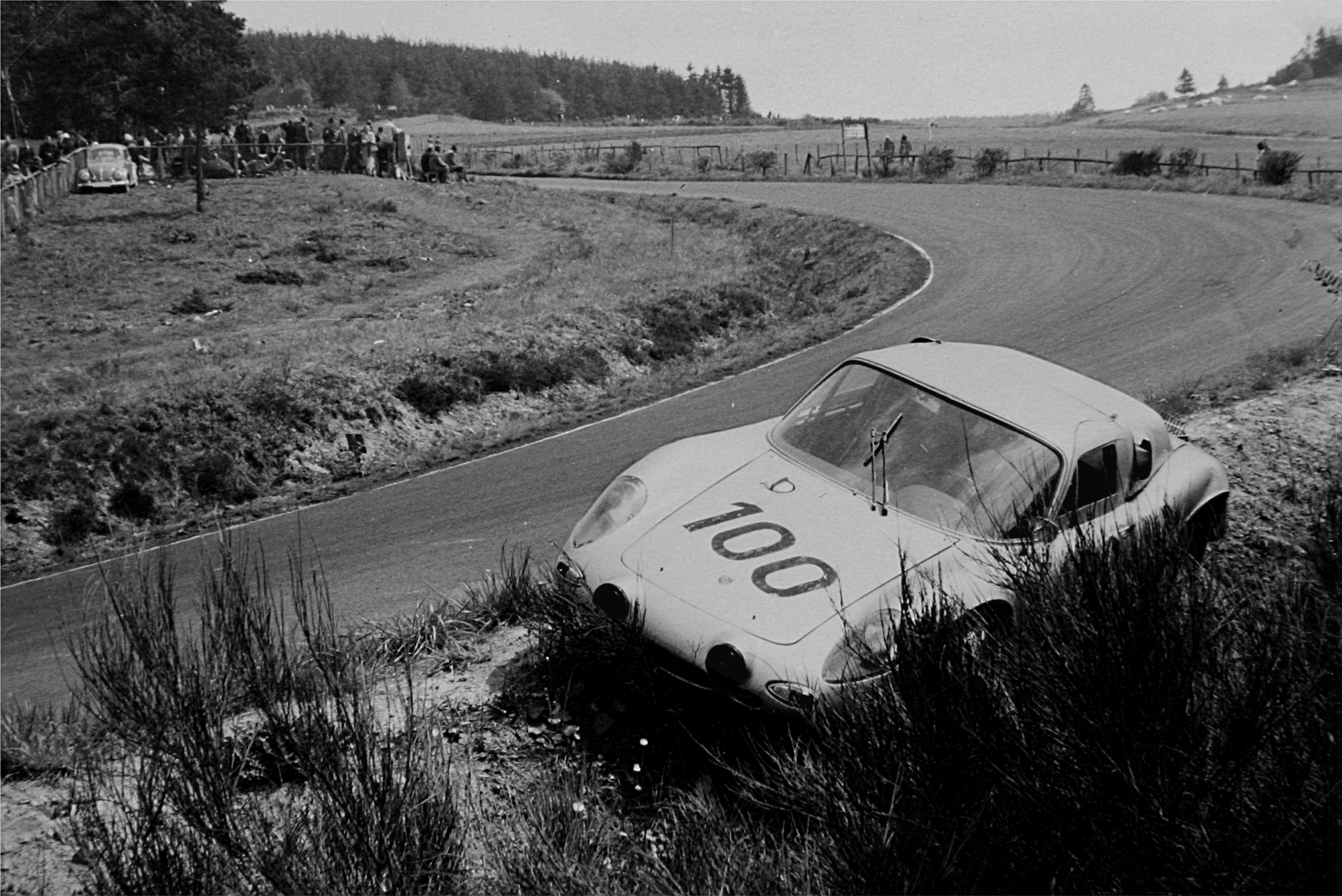
Porsche 718 GTR, ausgefallen durch einen Schaltfehler von Phil Hill

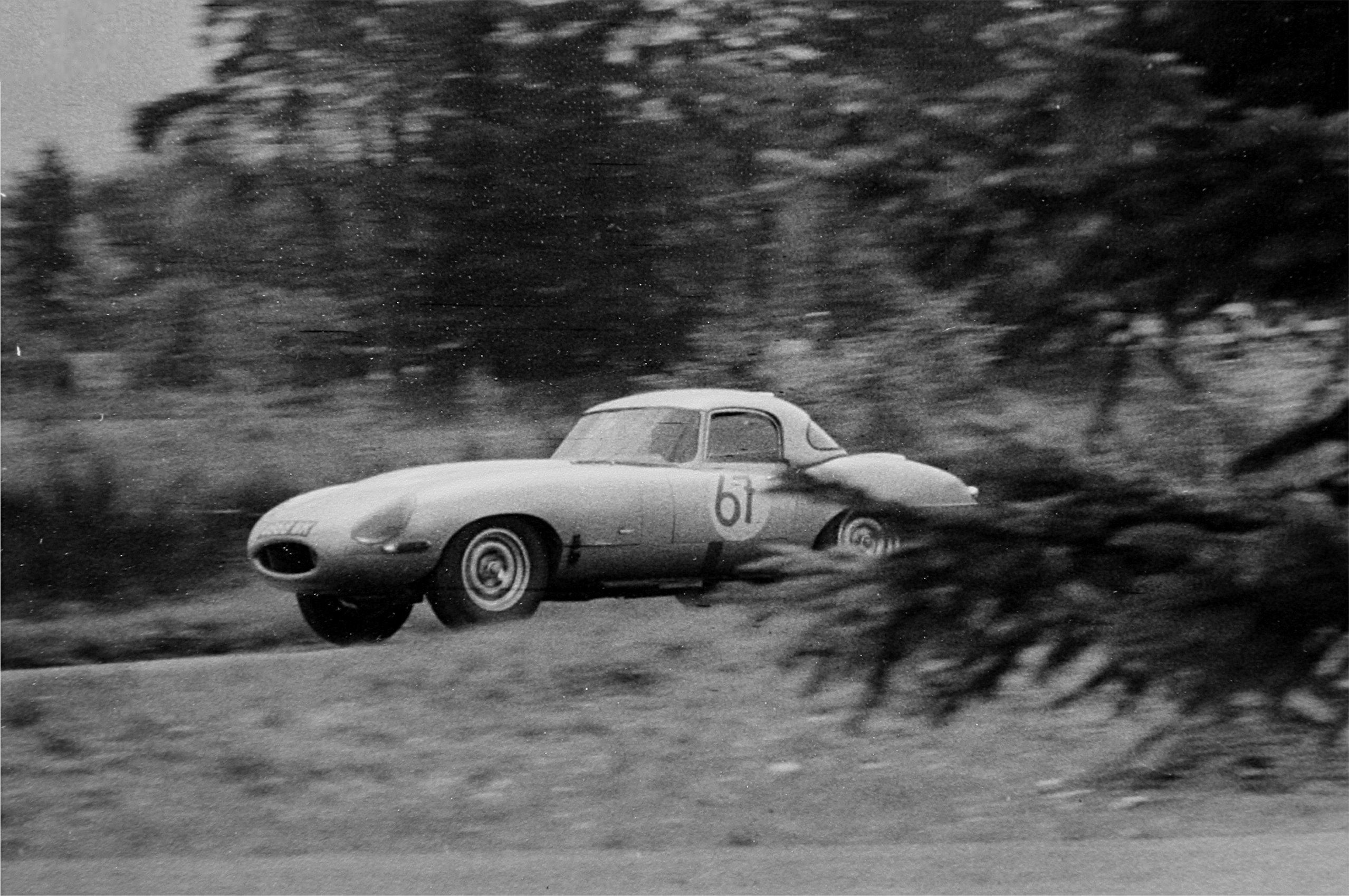
Jaguar E-Type Lightweight von Peter Lindner und Peter Nöcker ausgangs der Südkehre

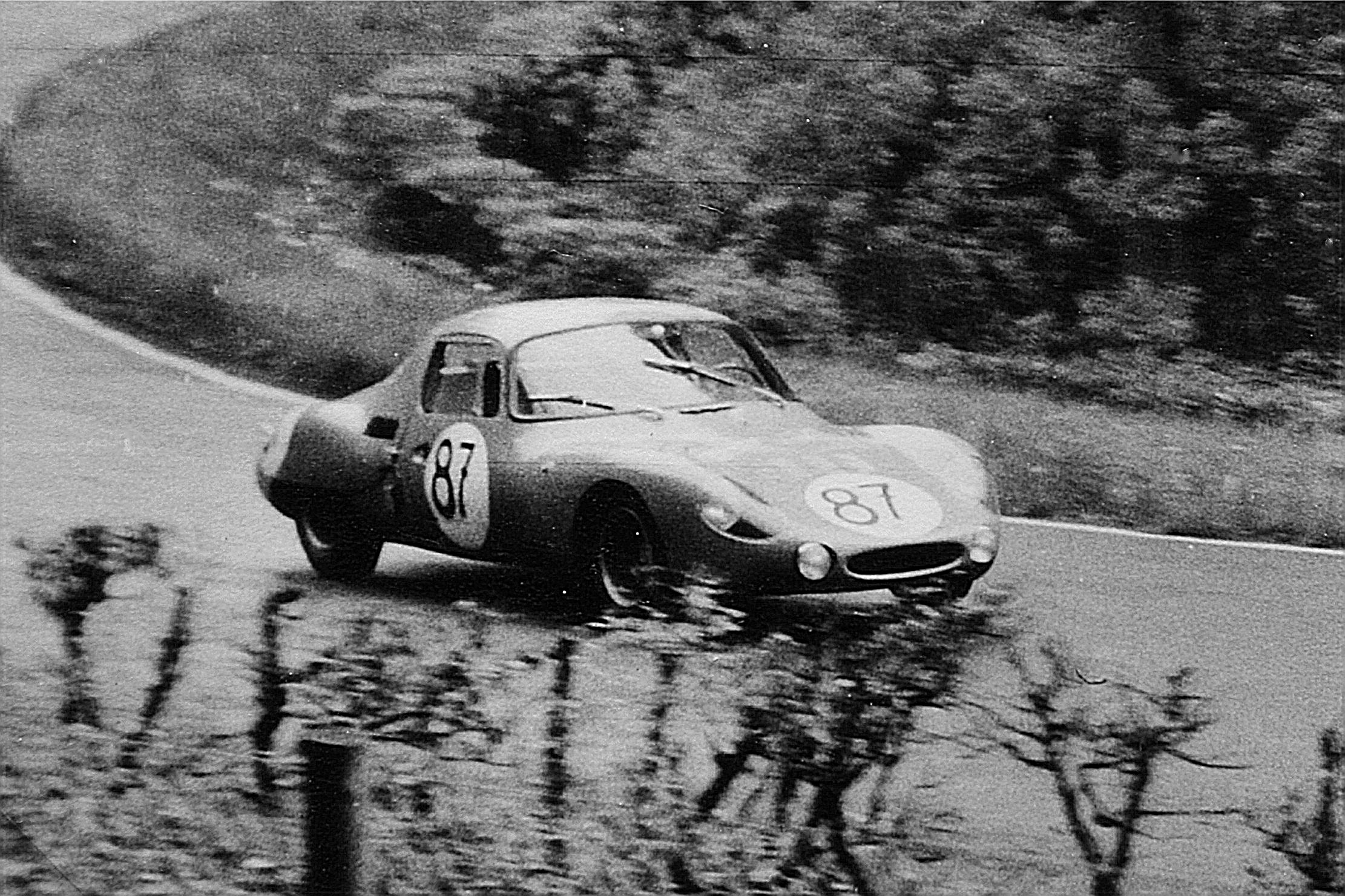
René Bonnet Djet von Gérard Laureau und Jean Vinatier im Streckenabschnitt Hatzenbach

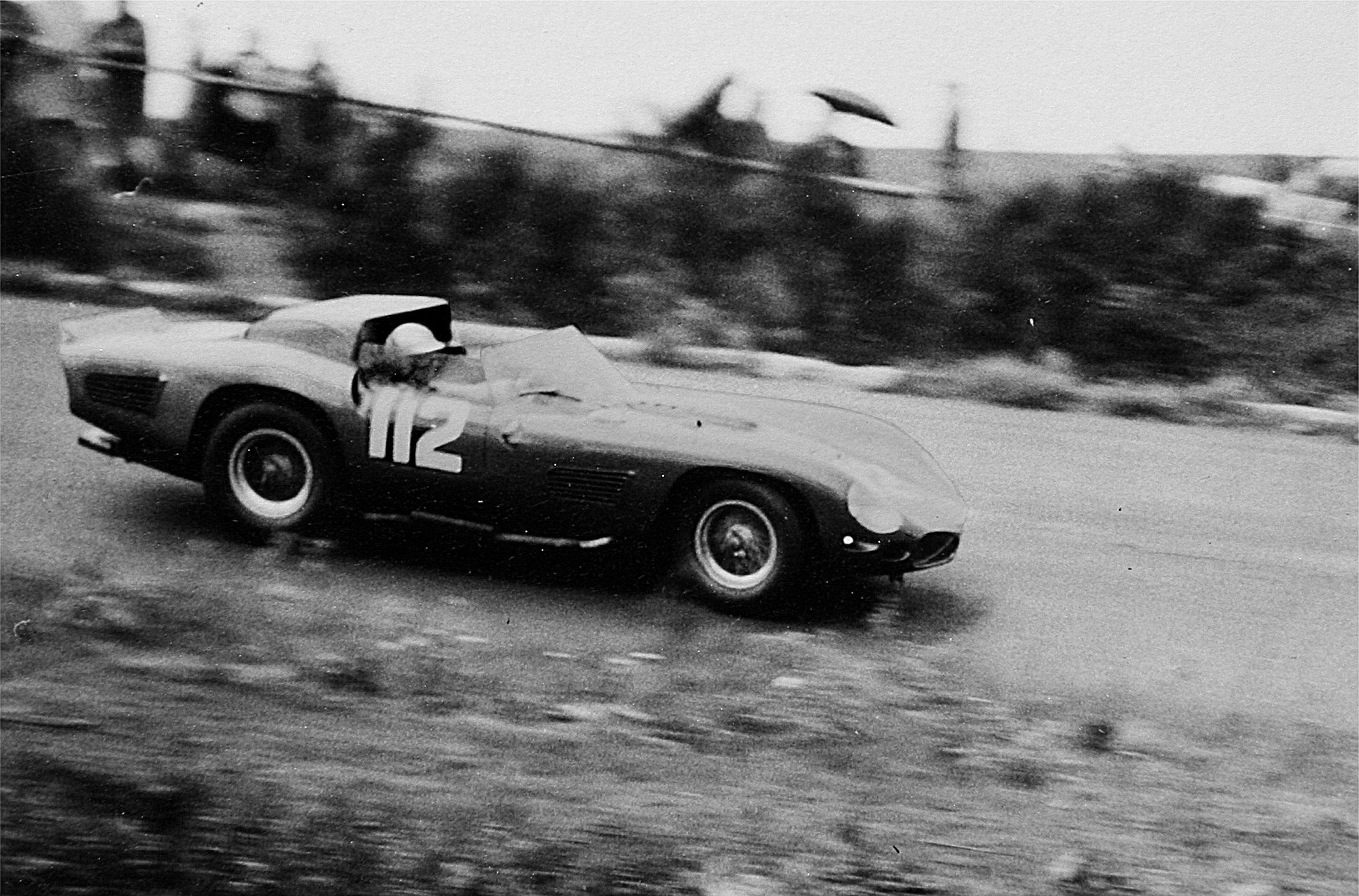
Ferrari 250TRI der Scuderia Serenissima; Carlo-Maria Abate und Jean Guichet erreichten mit dem Wagen den dritten Rang der Gesamtwertung

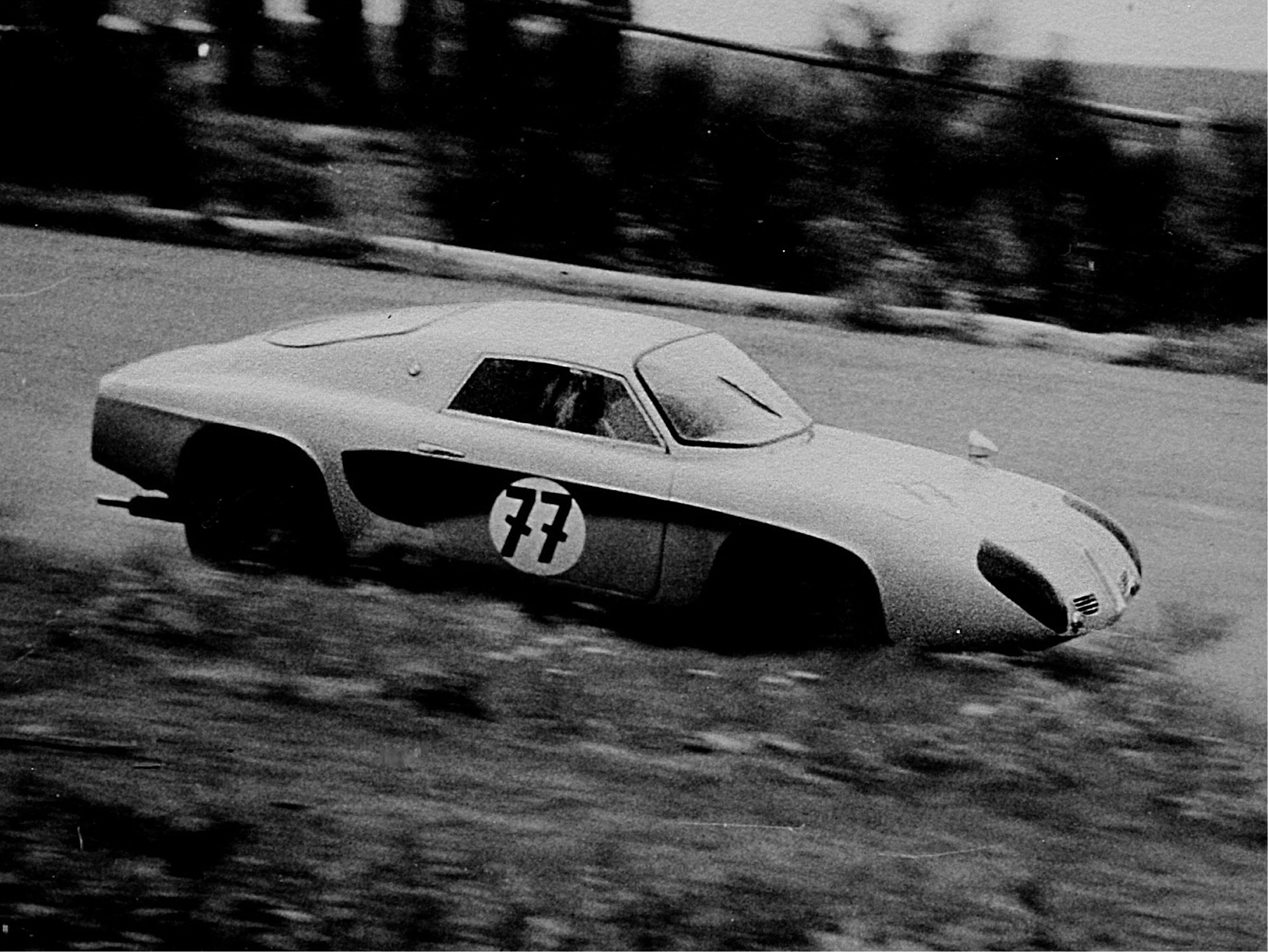
Der Martini-BMW 700 von Heinz Schreiber und Hubert Hahne ausgangs der Arembergkurve

Das neunte  1000-km-Rennen auf dem Nürburgring, auch Int. ADAC 1000 km-Rennen, Nürburgring, fand am 19. Mai 1963 statt und war der siebte Wertungslauf der Sportwagen-Weltmeisterschaft dieses Jahres.

## Vor dem Rennen
Das 1000-km-Rennen 1963 war das neunte Langstreckenrennen, das über diese Distanz auf der Nordschleife des Nürburgrings ausgefahren wurde. Die erste Veranstaltung fand 1953 statt und endete mit einem Sieg von Alberto Ascari und Giuseppe Farina auf einem Ferrari 375MM. Da es 1954 und 1955 kein 1000-km-Rennen gab, war das Rennen 1963 das neunte. 1963 war die Sportwagen-Weltmeisterschaft zu einer Rennserie mit 22 Rennen angewachsen. Die Serie war jedoch in vier Klassenwertungen unterteilt, und nicht alle Klassen waren bei allen Rennen startberechtigt. Neben Bergrennen zählte in diesem Jahr mit der Rallye Wiesbaden sogar eine Rallye zur Weltmeisterschaft.
Das 1000-km-Rennen war der siebte Wertungslauf dieser Saison, die am 17. Februar mit dem 3-Stunden-Rennen von Daytona begonnen hatte. Zwei große Sportwagenrennen, bei denen für alle Klassenwertungen Punkte vergeben wurden, waren bis zum Nürburgring schon gefahren worden. Beim 12-Stunden-Rennen von Sebring siegten John Surtees und Ludovico Scarfiotti auf einem Werks-Ferrari 250P. Die Targa Florio gewannen Joakim Bonnier und Carlo-Maria Abate. Es war nach 1959 und 1960 bereits der dritte Erfolg für Porsche beim sizilianischen Straßenrennen.
Für das Rennen am Nürburgring gingen beim Veranstalter 93 Meldungen ein. Am Rennen nahmen, nach mehreren Trainingsläufen, 67 Fahrzeuge teil. Favorit auf den Gesamtsieg war in erster Linie die Werksmannschaft von Ferrari, die mit drei Ferrari 250P nach Deutschland kam. Einen der drei Werkswagen zerstörte Nino Vaccarella bei einem Trainingsunfall, sodass sich für das Rennen nur zwei Wagen qualifizieren konnten. Gefahren wurden die Mittelmotor-12-Zylinder-Rennsportwagen von Willy Mairesse und John Surtees sowie Mike Parkes und Ludovico Scarfiotti. Die weiteren am Start befindlichen Ferrari hatten ausschließlich private Teams gemeldet. In der Meldeliste fanden sich unter anderem die Ferrari 250 GTOs von Pierre Noblet und David Piper. Einziger ernst zu nehmender Gegner von Ferrari um den Sieg in der Gesamtwertung war die Werksmannschaft von Porsche, da sowohl Aston Martin als auch die Maserati-Teams auf eine Teilnahme verzichtet hatten, um sich ganz auf das 24-Stunden-Rennen von Le Mans zu konzentrieren. Porsche hatte mit dem 718 WRS Spyder wenige Wochen davor die Targa Florio gewonnen und rechnete sich trotz eines Leistungsdefizits von mehr als 120 PS gegenüber den Ferraris auch auf dem Nürburgring gute Chancen aus. Rennleiter Fritz Huschke von Hanstein verpflichtete den US-Amerikaner Phil Hill als Gastfahrer, der ein Team mit Joakim Bonnier bildete. Hill, der mit Ferrari 1961 die Fahrerweltmeisterschaft der Formel 1 gewonnen hatte, war Ende 1962 im Streit von der Scuderia geschieden und nahm die Anfrage von Porsche, das 718-Coupé (718 GTR) zu fahren, gerne an. Im zweiten Porsche 718, einem Spyder, saßen Herbert Linge und Edgar Barth.
Alpine-Eigentümer Jean Rédélé brachte aus Frankreich den neuen Alpine M63 an die Strecke. Lloyd Casner und José Rosinski fuhren den Wagen. Bei Alpine erhoffte man sich einen ersten erfolgreichen Einsatz des Typs. Ebenfalls aus Frankreich kam René Bonnet mit den René Bonnet Djets, die in der Klasse für Prototypen bis 1,3 Liter Hubraum an den Start gingen.

## Das Rennen

### Verwirrung beim Le-Mans-Start
Beim Le-Mans-Start gab es einige Verwirrung durch den Starter. Einige Fahrer interpretierten dessen Signalführung falsch und liefen zu den Wagen, obwohl der Start noch nicht freigegeben war. Andere wiederum blieben mitten auf der Fahrbahn stehen, weil sie an einen Fehlstart dachten. Trotz der Verwirrung, durch die einige der hinteren Starter zu Beginn des Rennens weit nach vorne kamen, entschloss sich die Rennleitung gegen einen Abbruch und ließ das Rennen weiterlaufen.

### Rennentscheidung durch Unfälle
Zur Überraschung der vielen Zuschauer, knapp 250.000 entlang der Strecke sollen das Rennen gesehen haben, kam keiner der Favoriten aus der ersten Runde als Führender zu Start und Ziel zurück, sondern der Deutsche Peter Lindner auf seinem Jaguar E-Type Lightweight. Lindner hatte sich in halsbrecherischer Fahrweise die Führung erkämpft, musste sie aber in der zweiten Runde an die beiden Ferrari 250P – John Surtees und Ludovico Scarfiotti fuhren die Start-Turns – abgeben. Lindner, und später sein Teamkollege Peter Nöcker, konnten sich lange im Spitzenfeld halten, ehe nachlassender Öldruck das Duo zur Aufgabe zwang.
In der 15. Runde schien das Rennen zu Ungunsten von Ferrari entschieden. Mike Parkes, der den Wagen mit der Startnummer 111 von Scarfiotti übernommen hatte, riskierte in der Arembergkurve bei der Überrundung eines langsameren Teilnehmers zu viel, geriet mit dem linken hinteren Seitenteil an die Mauer einer Unterführung und schleuderte auf die Strecke zurück, sodass der dicht folgende Willy Mairesse nicht mehr ausweichen konnte und den Vorderwagen seines 250P beschädigte. Der Wagen von Parkes war so schwer beschädigt, dass er das Rennen nicht mehr fortsetzen konnte. Mairesse konnte seinen Wagen zwar wieder starten und zur Box fahren, verlor dabei aber mehr als sechs Minuten auf den Porsche von Hill und Bonnier. Deshalb und weil Mairesse in der Folge den angeschlagenen Wagen schonen musste und weit langsamer fuhr als nötig, schien der Sieg des Porsche so gut wie sicher. Doch in der 20. Runde rutschte Phil Hill an der gleichen Stelle wie Parkes fünf Runden zuvor nach einem Schaltfehler von der Strecke und schied aus, wodurch Willy Mairesse und John Surtees das Rennen doch noch gewannen. Die eigentliche Überraschung war jedoch der zweite Gesamtrang von Jean Guichet und Pierre Noblet auf ihrem Ferrari 250 GTO, die überlegen in ihrer Klasse siegten. Dritte wurden Carlo-Maria Abate und Umberto Maglioli auf dem Frontmotor-Ferrari 250TRI der Scuderia Serenissima. John Surtees schaffte in diesem Jahr das Double am Ring. Wenige Wochen nach seinem Erfolg beim 1000-km-Rennen siegte er auf einem Ferrari 156 beim Großen Preis von Deutschland der Formel 1.
Bester Porsche im Ziel war der Werks-356 B 2000 GS mit Le-Mans-Karosserie von Hans-Joachim Walter und Ben Pon an vierter Stelle der Gesamtwertung. Aus dem Duo wurde bis zum Ende des Rennens eine Vierermannschaft, da Herbert Linge und Edgar Barth nach ihrem Ausfall die beiden Teamkollegen fahrerisch unterstützten. Alpine schaffte mit dem elften Gesamtrang eine annehmbare Platzierung beim ersten Einsatz des M63.
Von den Abarths kam keiner ins Ziel. Alle drei Abarth-Simca 1300 Bialbero fielen aus. Von den vier Bonnets kam ein Fahrzeug in die Schlusswertung. Roland Charriére und Robert Bouharde erreichten den 22. Gesamtrang, was gleichzeitig den dritten Platz in der Klasse der Prototypen bis 1,3-Liter-Hubraum bedeutete. Gewonnen wurde diese Klasse vom britischen Team Elite. Unter diesem Namen war das Lotus-Werksteam gemeldet. Gefahren wurde der Lotus Elite mit der Startnummer sieben ursprünglich von John Wagstaff und Gil Baird. Nach dem Ausfall des Elite mit der Startnummer sechs, den David Hobbs und Trevor Taylor fuhren, kam auch hier eine Vierermannschaft in die Schlusswertung, da Hobbs und Taylor den Wagen von Wagstaff und Baird übernommen hatten. Das Team erreichte den neunten Rang in der Gesamtwertung.

## Ergebnisse

### Schlussklassement
| 1               | P 3.0    | 110 | SpA Ferrari SEFAC          | Willy Mairesse John Surtees                           | Ferrari 250P                  | 44 |
| 2               | GT 3.0   | 46  | Pierre Noblet              | Pierre Noblet Jean Guichet                            | Ferrari 250 GTO               | 44 |
| 3               | P 3.0    | 112 | Scuderia Serenissima       | Carlo-Maria Abate Umberto Maglioli                    | Ferrari 250TRI                | 43 |
| 4               | GT 2.0   | 31  | Porsche System Engineering | Hans-Joachim Walter Ben Pon Herbert Linge Edgar Barth | Porsche 356 B 2000 GS         | 43 |
| 5               | GT 3.0   | 59  | Ecurie Francorchamps       | Léon Dernier Gérard Langlois van Ophem                | Ferrari 250 GT SWB            | 41 |
| 6               | GT 3.0   | 47  | David Piper                | David Piper Ed Cantrell                               | Ferrari 250 GTO               | 41 |
| 7               | GT 3.0   | 56  | Günther Lohsträter         | Günther Lohsträter Helmut Felder                      | Ferrari 250 GT SWB            | 41 |
| 8               | P 3.0    | 113 | Chris Kerrison             | Chris Kerrison Mike Salmon                            | Ferrari 250 GT SWB            | 41 |
| 9               | GT 1.3   | 7   | Team Elite                 | John Wagstaff Gil Baird Trevor Taylor David Hobbs     | Lotus Elite                   | 40 |
| 10              | GT 1.6   | 26  | Paul-Ernst Strähle         | Paul-Ernst Strähle Gerhard Koch                       | Porsche 356 B Carrera Abarth  | 40 |
| 11              | P 1.3    | 92  | Automobiles Alpine         | José Rosinski Lloyd Casner                            | Alpine M63                    | 40 |
| 12              | GT 2.0   | 28  | Scuderia Filipinetti       | Hans Kühnis Heinz Schiller                            | Porsche 356 B Carrera Abarth  | 40 |
| 13              | GT 1.3   | 17  | Richard Jacobs             | Andrew Hedges Christopher Martyn                      | MG Midget                     | 40 |
| 14              | GT 1.6   | 21  | Lufthansa                  | Robert Huhn Robert Schwarz                            | Porsche 356 B 1600 GS         | 40 |
| 15              | GT 1.3   | 16  | Richard Jacobs             | Alan Foster Keith Greene                              | MG Midget                     | 39 |
| 16              | GT + 3.0 | 69  | Christophorus              | Ulrich Therstappen Joseph Ruthardt                    | Jaguar E-Type                 | 39 |
| 17              | P 1.3    | 94  | Christabel Carlisle        | Clive Baker Christabel Carlisle                       | Austin-Healey Sprite          | 39 |
| 18              | GT + 3.0 | 73  | Max Werner                 | Max Werner Norman Olsen                               | Jaguar E-Type                 | 39 |
| 19              | GT 2.0   | 32  | Hessen                     | Ludwig Walter Ulrich Rose                             | Porsche 356 B 2000 GS Carrera | 38 |
| 20              | GT 1.6   | 22  | Karl Moor                  | Hans-Dieter Blatzheim Günther Wellensiek              | Porsche 356 B 2000 GS Carrera | 38 |
| 21              | GT 2.0   | 37  | Willi Martini              | Josef Maassen Friedheim Theissen                      | Volvo PV544                   | 38 |
| 22              | P 1.3    | 88  | René Bonnet                | Roland Charrière Robert Bouharde                      | René Bonnet Djet              | 37 |
| 23              | GT 1.3   | 9   | Louis Morand               | Armand Schäfer André Knörr                            | Alfa Romeo Giulietta SZ       | 37 |
| 24              | P 1.6    | 106 | Jolly Club                 | Alessandro Arcioni Carlo Zuccoli                      | Alfa Romeo Giulia Super       | 37 |
| 25              | P 850    | 78  | Willi Martini              | Heinrich Hülbüsch Georg Bialas                        | Martini                       | 36 |
| 26              | GT 2.5   | 42  | Chris Lawrence             | Rob Slotemaker Hugh Braithwaite                       | Morgan Plus 4S                | 36 |
| 27              | GT 2.0   | 36  | Karl vom Kothen            | Karl vom Kothen Karl-Friedrich Kronenberg             | Volvo P1800                   | 36 |
| 28              | GT 2.5   | 44  | Chris Lawrence             | Philip Arnold Robin Carnegie                          | Morgan Plus 4S                | 36 |
| 29              | P 850    | 77  | Willi Martini              | Heinz Schreiber Hubert Hahne                          | Martini-BMW 700               | 35 |
| 30              | GT 3.0   | 48  | Kalman von Csazy           | Kalman von Csazy Karl Foitek                          | Ferrari 250 GTO               | 34 |
| 31              | GT + 3.0 | 72  | Maurice Caillet            | Maurice Caillet Pierre de Siebenthal                  | Jaguar E-Type                 | 34 |
| 32              | GT + 3.0 | 66  | Peter Lumsden              | Peter Lumsden Peter Sargent                           | Jaguar E-Type Lightweight     | 33 |
| 33              | GT 2.5   | 41  | Anatholy Arutunoff         | Tom Davis Bill Pryor                                  | Lancia Flaminia Zagato        | 33 |
| 34              | GT 1.3   | 12  | Rudolf Moser               | Rudolf Moser Hans-Helmuth Hespen                      | Alfa Romeo Giulietta SZ       | 32 |
| 35              | P 1.3    | 87  | René Bonnet                | Jean Vinatier Gérard Laureau                          | René Bonnet Djet              | 28 |
| 36              | GT 1.6   | 23  | Harry Merkel               | Harry Merkel Sepp Liebl                               | Porsche 356 B 1600 GS Carrera | 28 |
| Ausgefallen     |          |     |                            |                                                       |                               |    |
| 37              | GT 2.0   | 34  | Guy Savoye                 | Guy Savoye Mardro                                     | AC Ace                        | 30 |
| 38              | GT + 3.0 | 67  | Peter Lindner              | Peter Lindner Peter Nöcker                            | Jaguar E-Type Lightweight     | 25 |
| 39              | P 2.0    | 100 | Porsche System Engineering | Joakim Bonnier Phil Hill                              | Porsche 718 GTR               | 21 |
| 40              | GT 3.0   | 54  | Scuderia Filipinetti       | Heini Walter Herbert Müller                           | Ferrari 250 GTO               | 9  |
| 41              | P 2.0    | 101 | Porsche System Engineering | Herbert Linge Edgar Barth                             | Porsche 718 WRS               | 5  |
| 42              | GT 1.3   | 1   | Abarth                     | Mauro Bianchi Eberhard Mahle                          | Abarth-Simca 1300 Bialbero    |    |
| 43              | GT 1.3   | 2   | Abarth                     | Gianni Balzarini Lorenzo Bandini                      | Abarth-Simca 1300 Bialbero    |    |
| 44              | GT 1.3   | 3   | Abarth                     | Hans Herrmann Lucien Bianchi                          | Abarth-Simca 1300 Bialbero    |    |
| 45              | GT 1.3   | 6   | Team Elite                 | David Hobbs Trevor Taylor                             | Lotus Elite                   |    |
| 46              | GT 1.3   | 10  | Roger Nathan               | Roger Nathan Gordon Jones                             | Lotus Elite                   |    |
| 47              | GT 1.3   | 14  | Horst Estler               | Horst Estler Fritz Jüttner                            | Alfa Romeo Giulietta SZ       |    |
| 48              | GT 1.3   | 15  | Hans-Dieter Dechent        | Hans-Dieter Dechent Rigo Steffen                      | Alfa Romeo Giulietta SZ       |    |
| 49              | P 1.3    | 18  | Automobiles Alpine         | René Richard Henri Grandsire                          | Alpine A108                   |    |
| 50              | GT 1.6   | 24  | Richard Stoop              | Richard Stoop Robin Benson                            | Porsche 356 B 1600 GS Carrera |    |
| 51              | GT 2.0   | 29  | Ben Pon                    | Eberhard Rank Rolf Wütherich                          | Porsche 356 B 2000 GS         |    |
| 52              | GT 2.0   | 30  | Porsche System Engineering | Joseph Greger Günter Klass                            | Porsche 356 B Carrera Abarth  |    |
| 53              | GT 2.0   | 33  | Emile-Claude Clemens       | Emile-Claude Clemens Marcel van Bierbeek              | Chevron B23                   |    |
| 54              | GT 2.0   | 35  | Volvo Germany              | Jochen Neerpasch Herbert Schultze                     | Volvo PV444                   |    |
| 55              | GT 2.5   | 43  | Chris Lawrence             | Adrian Dence Billy Blydenstein Leonard Bridge         | Morgan Plus 44SS              |    |
| 56              | GT 3.0   | 64  | Scuderia Centro Sud        | Tommy Hitchcock Zourab Tchkotoua                      | Ferrari 250 GTO               |    |
| 57              | GT + 3.0 | 68  | Peter Lindner              | Werner Fleck Klaus Vehling                            | Jaguar E-Type                 |    |
| 58              | P 850    | 79  | Walter Schneider           | Walter Schneider Anton Fischhaber                     | Martini-BMW 700               |    |
| 59              | P 850    | 80  | Peter Ruby                 | Wolf-Dieter Mantzel Peter Ruby                        | Ginetta G6                    |    |
| 60              | P 1.3    | 85  | René Bonnet                | Philippe Dubourg Jean-Pierre Manzon                   | René Bonnet Djet              |    |
| 61              | P 1.3    | 86  | René Bonnet                | Fernand Carpentier Pierre Monneret                    | René Bonnet Djet              |    |
| 62              | P 1.3    | 89  | René Bonnet                | Bruno Basini Jean-Pierre Beltoise                     | René Bonnet Djet              |    |
| 63              | P 1.3    | 91  | Abarth                     | Tommy Spychiger Teddy Pilette                         | Abarth 1300S                  |    |
| 64              | P 1.3    | 97  | Chris Lawrence             | Chris Spender Chris Lawrence                          | Deep Sanderson 301            |    |
| 65              | GT 1.6   | 107 | Jolly Club                 | Carlo Facetti Andrea Vianini                          | Alfa Romeo Giulia TI Super    |    |
| 66              | P 3.0    | 111 | SpA Ferrari SEFAC          | Mike Parkes Ludovico Scarfiotti                       | Ferrari 250P                  |    |
| 67              | P + 3.0  | 115 | Lola Cars                  | Anthony Maggs Bob Olthoff                             | Lola Mk6 GT                   |    |
| Nicht gestartet |          |     |                            |                                                       |                               |    |
| 68              | GT 3.0   | 58  | Ecurie Francorchamps       | Jean Blaton Pierre Dumay                              | Ferrari 250 GTO               | 1  |
| 69              | P 850    | 81  | Abarth                     | Ernst Prinoth Herbert Demetz                          | Fiat-Abarth 700S              | 2  |
| 70              | P 1.3    | 85  | Radbourne Racing           | John Anstead Peter Clarke                             | Austin-Mini Cooper            | 3  |
| 71              | P 1.3    | 98  | ASA                        | Giorgio Bassi Carlo Facetti                           | ASA Mile                      | 4  |
| 72              | P 1.3    | 99  | ASA                        | Gianni Lado Bruno Deserti                             | ASA Mile                      | 5  |
| 73              | P 2.0    | 102 | Abarth                     | Hans Herrmann Lucien Bianchi                          | Abarth 2000                   | 6  |
| 74              | P 2.0    | 108 | Stirling Moss              | Innes Ireland John Whitmore                           | Lotus Elan Costin             | 7  |
| 75              | P 3.0    | 118 | SpA Ferrari SEFAC          | Nino Vaccarella                                       | Ferrari 250P                  | 8  |

1 nicht gestartet
2 nicht gestartet
3 nicht gestartet
4 nicht gestartet
5 nicht gestartet
6 nicht gestartet
7 nicht gestartet
8 Unfall im Training

### Nur in der Meldeliste
Hier finden sich Teams, Fahrer und Fahrzeuge, die ursprünglich für das Rennen gemeldet waren, aber aus den unterschiedlichsten Gründen daran nicht teilnahmen.
| Pos. | Klasse | Nr. | Team                        | Fahrer                                    | Chassis                    |
| ---- | ------ | --- | --------------------------- | ----------------------------------------- | -------------------------- |
| 76   | GT 1.3 | 4   | Scuderia Centro Sud         | Giorgio Acutis Giancarlo Castellina       | Abarth-Simca 1300 Bialbero |
| 77   | GT 1.3 | 5   | Team Elite                  | Trevor Taylor Clive Hunt                  | Lotus Elite                |
| 78   | GT 1.3 | 8   | Hanns Graf                  | Hanns Graf                                | Lotus Elite                |
| 79   | GT 1.3 | 11  | Adrien de Ghellinck         | Adrien de Ghellinck Frederic de Jamblinne | Lotus Elite                |
| 80   | GT 2.0 | 27  | Helmut Zick                 | Helmut Zick                               | Porsche 356B 2000 GS       |
| 81   | GT 3.0 | 49  | Leman                       | Gerard Spinedi                            | Ferrari 250 GT             |
| 82   | GT 3.0 | 52  | Juan Manuel Bordeu          | Juan Manuel Bordeu                        | Ferrari 250 GTO            |
| 83   | GT 3.0 | 53  | Scuderia St. Ambroeus       | Gianni Bulgari Maurizio Grana             | Ferrari 250 GTO            |
| 84   | GT 3.0 | 55  | Helmut Zick                 | Hans-Georg Plaut Maurizio Grana           | Ferrari 250 GTO            |
| 85   | GT 3.0 | 57  | Erich Bitter                | Erich Bitter Bernd Degener                | Ferrari 250 GTO            |
| 86   | P 850  | 76  | René Bonnet                 | Gérard Laureau Jean-Pierre Beltoise       | René Bonnet Djet           |
| 87   | P 850  | 82  | Jean Laroche                | Jean Laroche Pierre Labet                 | BMW 700 Spezial            |
| 88   | P 1.3  | 90  | Ralph Buschhaus de Laforest | Ralph Buschhaus de Laforest               | GSM Delta                  |
| 89   | P 1.3  | 93  | Tartaruga                   | Ray Brown Peter Scherrer Rico Steinemann  | Austin-Healey Sprite       |
| 90   | P 1.3  | 96  | Peter Ochs                  | Peter Ochs                                | MCA Jetstar                |
| 91   | P 2.0  | 103 | Scuderia Filipinetti        | Heini Walter                              | Porsche 718RS              |
| 92   | P 2.0  | 104 | Scuderia Filipinetti        | Armand Schäfer Herbert Müller             | Alfa Romeo                 |
| 93   | P 2.0  | 105 | Lotus Schweden              | Anders Josephson Bjorn Atterberg          | Lotus                      |

### Klassensieger
| Klasse                   | Fahrer                  | Fahrer             | Fahrer        | Fahrer      | Fahrzeug                    | Platzierung im Gesamtklassement |
| ------------------------ | ----------------------- | ------------------ | ------------- | ----------- | --------------------------- | ------------------------------- |
| Prototypen über 3000 cm³ | kein Teilnehmer im Ziel |                    |               |             |                             |                                 |
| Prototypen bis 3000 cm³  | John Surtees            | Willy Mairesse     |               |             | Ferrari 250P                | Gesamtsieg                      |
| Prototypen bis 2000 cm³  | kein Teilnehmer im Ziel |                    |               |             |                             |                                 |
| Prototypen bis 1300 cm³  | José Rosinski           | Lloyd Casner       |               |             | Alpine M63                  | Rang 11                         |
| Prototypen bis 850 cm³   | Heinrich Hülbüsch       | Georg Bialas       |               |             | Martini                     | Rang 25                         |
| GT über 3000 cm³         | Ulrich Therstappen      | Joseph Ruthardt    |               |             | Jaguar E-Type               | Rang 16                         |
| GT bis 3000 cm³          | Pierre Noblet           | Jean Guichet       |               |             | Ferrari 250 GTO             | Rang 2                          |
| GT bis 2500 cm³          | Rob Slotemaker          | Hugh Braithwaite   |               |             | Morgan Plus 4SS             | Rang 26                         |
| GT bis 2000 cm³          | Hans-Joachim Walter     | Ben Pon            | Herbert Linge | Edgar Barth | Porsche 356B 2000 GS        | Rang 4                          |
| GT bis 1600 cm³          | Gerhard Koch            | Paul-Ernst Strähle |               |             | Porsche 356B Carrera Abarth | Rang 10                         |
| GT bis 1300 cm³          | John Wagstaff           | Gil Baird          | Trevor Taylor | David Hobbs | Lotus Elite                 | Rang 9                          |

### Renndaten
- Gemeldet: 93
- Gestartet: 67
- Gewertet: 37
- Rennklassen: 11
- Zuschauer: 250.000
- Wetter am Renntag: kalt, zwischendurch leichter Regen
- Streckenlänge: 22,810 km
- Fahrzeit des Siegerteams: 7:32:18,000 Stunden
- Gesamtrunden des Siegerteams: 44
- Gesamtdistanz des Siegerteams: 1003,640 km
- Siegerschnitt: 133,433 km/h
- Pole Position: Willy Mairesse – Ferrari 250P (#110) – 9:13,100
- Schnellste Rennrunde: John Surtees – Ferrari 250P (#110) – 9:16,000 = 147,691 km/h
- Rennserie: 7. Lauf zur Sportwagen-Weltmeisterschaft 1963